# Zoltán Székely
Zoltán Székely (* 23. února 1952 Budapešť, Maďarsko) je bývalý maďarský sportovní šermíř, který se specializoval na šerm kordem. Maďarsko reprezentoval v sedmdesátých a osmdesátých letech. V roce 1981 získal v soutěži jednotlivců titul mistra světa. V roce 1984 přišel o olympijské hry kvůli bojkotu. Na olympijských hrách startoval v roce 1988 v soutěži jednotlivců a družstev.